# Luis Javier González
Luis Javier González (* 17. Juni 1969 in Madrid) ist ein ehemaliger spanischer Mittelstreckenläufer, der sich auf die 800-Meter-Distanz spezialisiert hatte.

## Leben
Bei den Leichtathletik-Europameisterschaften 1990 in Split erreichte er das Halbfinale. 1991 gewann er Silber bei den Mittelmeerspielen und schied bei den Leichtathletik-Weltmeisterschaften in Tokio im Vorlauf aus.
1992 holte er Gold bei den Leichtathletik-Halleneuropameisterschaften in Genua, und 1993 kam er bei den Weltmeisterschaften in Stuttgart ins Halbfinale. Sein letzter großer Erfolg war die Silbermedaille bei den Halleneuropameisterschaften 1994 in Paris.
Viermal wurde er im Freien (1990–1993) und zweimal in der Halle (1991, 1994) spanischer Meister.

## Persönliche Bestzeiten
- 800 m: 1:44,84 min, 27. Juli 1993, Salamanca
  - Halle: 1:46,35 min, 2. Februar 1994, Sevilla